# هيو ماكسويل
هيو ماكسويل (بالإنجليزية: Hugh Maxwell)‏ هو محامي وسياسي أمريكي، ولد في 1787، وتوفي في 31 مارس 1873.